# Cupressus macnabiana
Cupressus macnabiana là một loài thực vật hạt trần trong họ Cupressaceae. Loài này được A.Murray bis mô tả khoa học đầu tiên năm 1855.